# Coronel Oviedo
Coronel Oviedo ist die Hauptstadt des Departamentos Caaguazú in Paraguay und umfasst ein Gebiet von 878,80 km². Die Stadt hat rund 52.400 Einwohner (Schätzung von 2006).

## Lage
Der Ort liegt 132 Kilometer östlich der Hauptstadt Asunción und ist die Heimatstadt des Ex-Präsidenten Paraguays Nicanor Duarte Frutos. Coronel Oviedo hat in Paraguay verkehrsstrategische Bedeutung aufgrund seiner Lage an der Strecke zwischen Asuncion und Ciudad del Este und als Kreuzungspunkt der Fernverbindungen Ruta 2, Ruta 7 und Ruta 8.

## Name
Der ursprüngliche Name der Stadt zur Zeit ihrer Gründung im Jahre 1778 war Nuestra Señora del Rosario de Ajos („Unsere Liebe Frau vom Knoblauch-Rosenkranz“), da der Anbau von Knoblauch eine bedeutende Grundlage für den Handel in der Stadt bildete. Im Februar 1931 wurde auf Initiative von Bewohnern die Stadt nach Coronel Oviedo Florentin, einem Kriegsheld aus dem Tripel-Allianz-Krieg, benannt. Der inoffizielle Beiname der Stadt ist ob des angeblichen Fleißes seiner Bewohner „Hauptstadt der Arbeit“ (span.:Capital de trabajo).

## Veranstaltungen / Einrichtungen
- Die Stadt ist Sitz des römisch-katholischen Diözese von Coronel Oviedo und gilt als allgemeiner Startpunkt für die alljährliche Pilgerung am 8. Dezember (von 82 km) nach Caacupé.
- Missionsbrüder des Hl. Franziskus unterhalten in Coronel Oviedo im Stadtteil Santa Lucia seit 1962 eine Missionsstation.[3]
- In Coronel Oviedo findet jährlich im Frühling die Ajos-Messe auf dem Messegelände am Rande der Stadt statt.

## Infrastruktur
Coronel Oviedo verfügt über einen Busbahnhof mit Verbindungen nach Asunción und Ciudad del Este, ein Fußballstadion mit Rasenbelag, mehrere Hotels, eine medizinische Grundversorgung sowie ein breites Angebot staatlicher und privater Bildungseinrichtungen im Primar-, Sekundar- und Hochschulbereich.
Die Stadtbewohner leben überwiegend vom Handel mit Lebensmitteln, Textilien, Fahrzeugen und Elektronikgeräten sowie als Dienstleister und selbstständige Handwerker.
Während die Straßen im Stadtzentrum weitgehend asphaltiert sind, befinden sich die meisten Wohnviertel neben unbefestigten Wegen. Bei starken Regenfällen zwischen September und Februar kommt es in der Stadt mitunter zu Stromausfällen und Beeinträchtigungen bei der häuslichen Wasserversorgung.
Der Hausmüll Coronel Oviedos wird auf einer wilden Deponie, etwa sieben Kilometer außerhalb des Stadtzentrums entsorgt und dort zum Teil für eine Wiederverwertung aufbereitet.
In einer 100-Meter-Zone rund um das Rathaus (la plazuela) bietet die Stadtverwaltung kostenloses Drahtlos-Internet (W-LAN) ohne Zugangspasswort und Zeitlimit an.

## Persönlichkeiten
- Serafina Dávalos (1883–1957), Rechtsanwältin und Frauenrechtlerin
- Christopher Ortiz (* 1995), Sprinter